# Драган Цачев
Драган Цачев (Цачов, Цанчев) Драганов е български опълченец.

## Биография
Роден е в село Гложене, Тетевенско, през 1848 година. Син е на Йона и Цачо Драганови.
Постъпва в Българското опълчение на 29 април 1877 г. в I опълченска дружина, I рота.  По свидетелство от командира на I дружина подполковник Константин Кесяков участва във всички походи през 1877 – 1878 г.: в Предния отряд на генерал Гурко при преминаването на Дунава, в преминаването на Стара планина, в завземането на Казанлък и Ески Загра, а после в боевете на 17 и 18 юли при Джуранли и на 19 юли при Ески Загра, в защитата на прохода Шипка на 9 – 12 август. Под командването на генерал Скобелев участва в зимното преминаване на Балкана през Еметлийския проход (24 – 29 декември 1877), а след това в битките с башибозуците (януари 1878).
Уволнен на 1 юли 1878 г.
Награден с ордени, сред които Сребърен медал за отбраната на Шипка.
След Освобождението се жени за Кера и имат деца Мария, Цачо (по-късно кмет на Гложене),  Василка и Тодор.
Умира на 29 септември 1929 година в Гложене.